# 小克賴水庫
47°36′N 20°40′E / 47.600°N 20.667°E

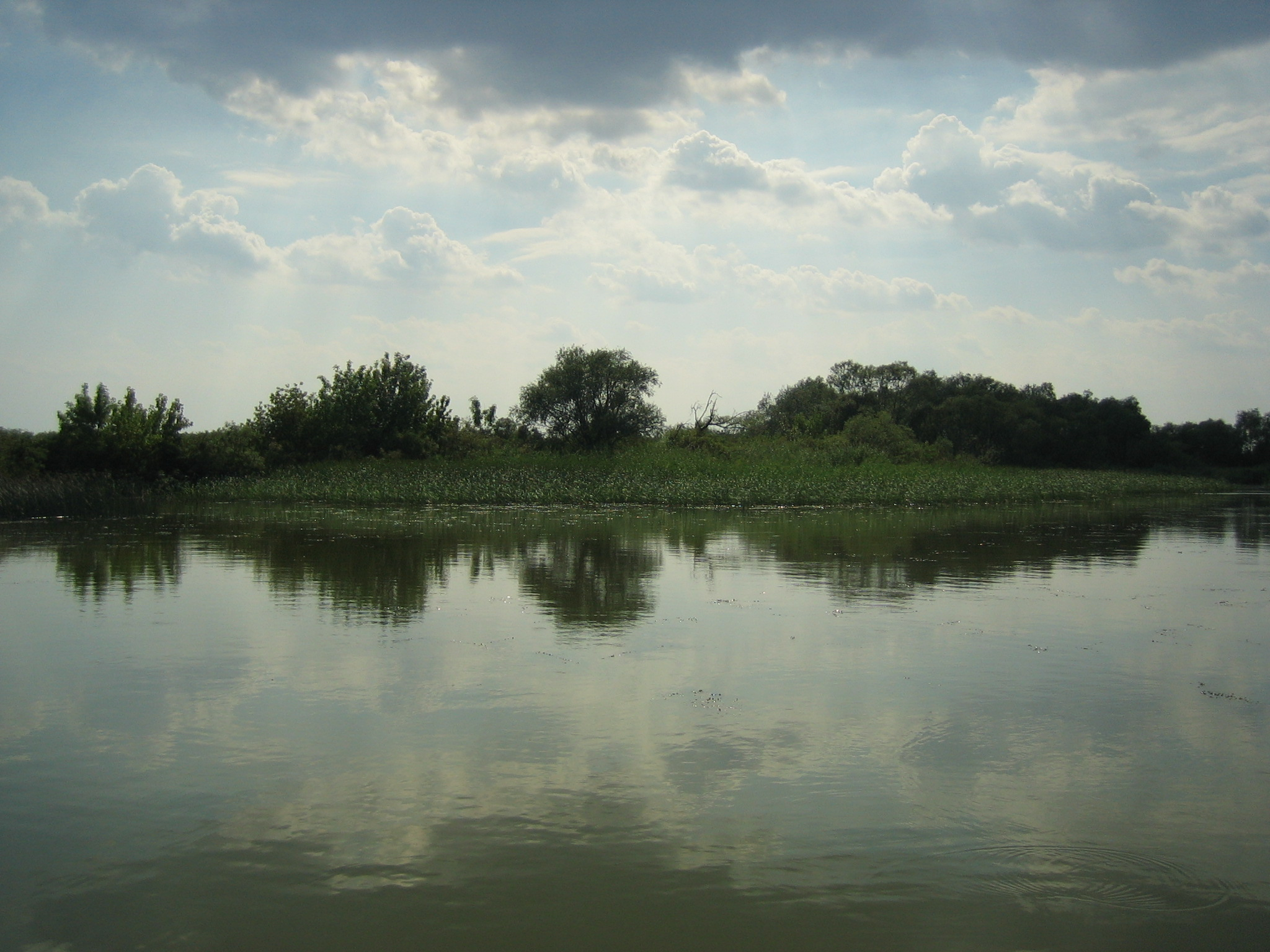

小克賴水庫是匈牙利的人工湖，位於該國北部赫維什州東南部，始建於1973年，長27公里，面積127平方公里，平深水深1.3米，最大水深17米，湖水來自蒂薩河，島嶼面積43平方公里。

## 外部連結
Webpage of the lake